# Blagaj

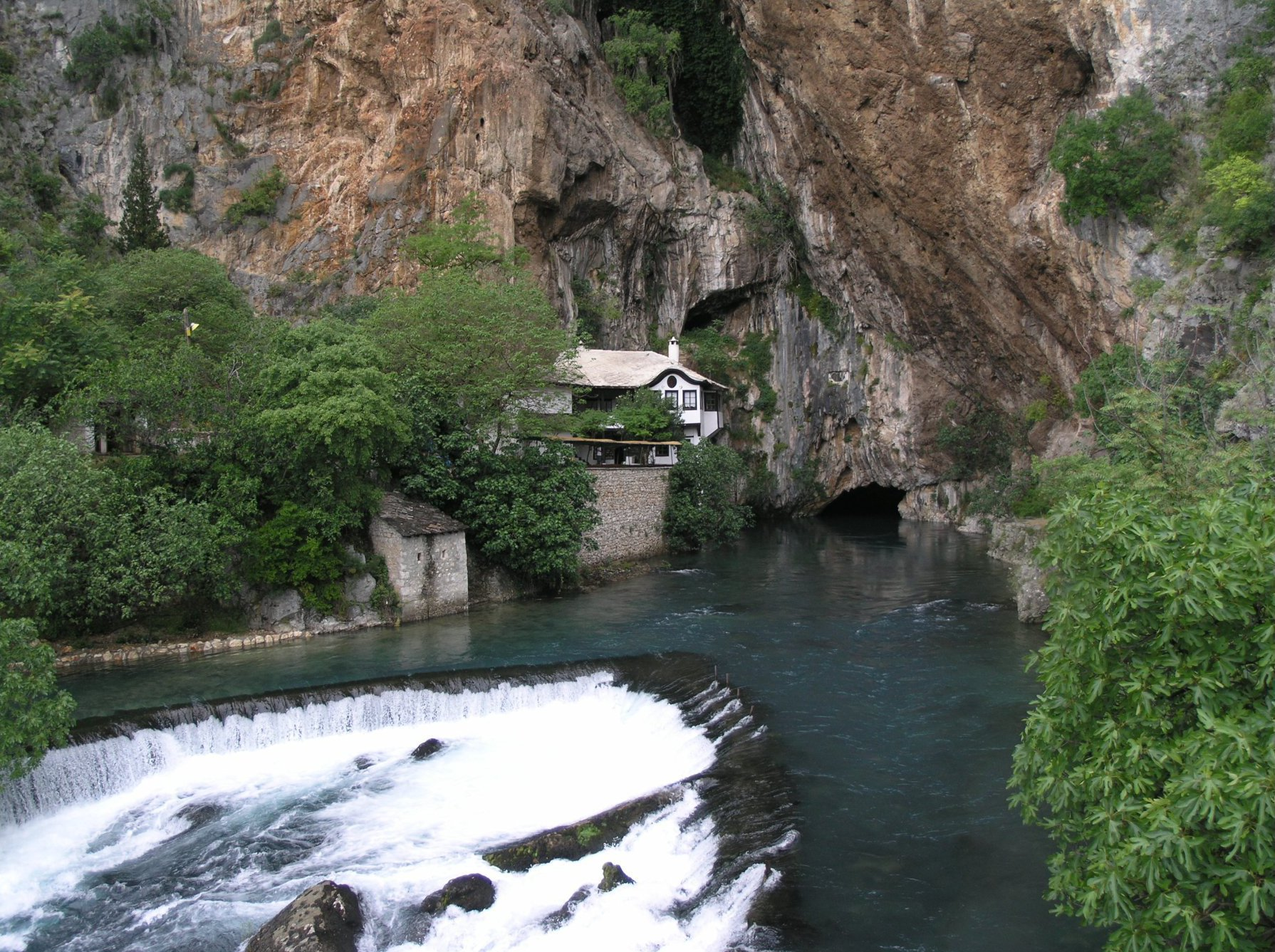
Floden Bunas källa och Vrelo Bune

Blagaj är en kasaba (bystad) omkring 12 km sydost om Mostar i Bosnien och Hercegovina.
Samhället ligger vid floden Bunas källa och ett historiskt tekke (tekija eller Dervischkloster) vilket är en del i "Stadsbygden i Blagaj - Bosnien och Hercegovinas historiska kultur- och naturarv". Vrelo Bune uppfördes omkring 1520, med inslag av Osmansk arkitektur och Medelhavsstil och är idag ett nationalmonument.
Floden Bunas källa (Vrelo Bune) är en stark karstisk källa. Buna rinner västerut i omkring 9 km och ut i Neretva nära byn Buna.
Här låg ledaren Stefan Vukčićs residens. Blagaj var även den bosniska drottningen Katarina Kosača-Kotromanićs födelseplats.